# Antonello Casula
Giovanni Antonio Casula, più noto come Antonello, detto Moretto (Oschiri, 14 febbraio 1957), è un fantino italiano.

## Palio di Siena
Moretto ha preso parte al Palio di Siena in tredici occasioni, vincendo una prima volta il 16 agosto 1983 su Panezio per la Contrada della Giraffa e successivamente il 16 agosto 1989 grazie al cavallo Benito III che, scosso, ha trionfato per il Drago.
In occasione della vittoria del 1983, Moretto dominò la carriera sin dall'inizio, facendo corsa di testa fino all'arrivo. Nel 1989 fu il suo cavallo scosso Benito III a fare gara di rincorsa dalle retrovie fino al sorpasso decisivo all'ultima curva di San Martino ai danni dell'altro cavallo scosso Pitheos, del Bruco.
Il suo esordio in Piazza del Campo è avvenuto il 17 agosto 1980 per la Giraffa, e la sua ultima presenza al Palio di Siena è stata proprio quella vittoriosa del Palio dell'Assunta del 1989.

## Presenze al Palio di Siena
Le vittorie sono evidenziate ed indicate in neretto.
| Palio          | Contrada | Cavallo             | Note   |
| -------------- | -------- | ------------------- | ------ |
| 17 agosto 1980 | Giraffa  | Umanità             | scosso |
| 2 luglio 1981  | Giraffa  | Bellino             |        |
| 16 agosto 1981 | Aquila   | Black Magic         | scosso |
| 2 luglio 1982  | Drago    | Cinzano III         |        |
| 16 agosto 1982 | Leocorno | Balente de Su Sassu | scosso |
| 3 luglio 1983  | Giraffa  | Panezio             |        |
| 16 agosto 1983 | Giraffa  | Panezio             |        |
| 16 agosto 1984 | Drago    | Ciriaco             |        |
| 2 luglio 1985  | Giraffa  | Baiardo IV          |        |
| 16 agosto 1985 | Tartuca  | Amore               |        |
| 2 luglio 1986  | Tartuca  | Ciriaco III         | scosso |
| 2 luglio 1989  | Drago    | Mausy               | scosso |
| 16 agosto 1989 | Drago    | Benito III          | scosso |

## Altri palii
Casula ha vinto il Palio di Legnano nel 1986 per Sant'Ambrogio su Sarazar, e nel 1995 per San Bernardino su Tulipan.